# Équipe de Biélorussie de rugby à XV
L'équipe de Biélorussie de rugby à XV rassemble les meilleurs joueurs de rugby à XV de Biélorussie.